# Benito Carbone
Benito ("Benny") Carbone (Bagnara Calabra, 14 augustus 1971) is een Italiaans voetbalcoach en voormalig voetballer die centraal in de aanval speelde.

## Clubcarrière
In eigen land speelde hij voor onder meer Torino, Inter Milan en SSC Napoli. Carbone, als speler een nomade, was ook jarenlang actief in Engeland waar hij met Sheffield Wednesday, Aston Villa, Bradford City en Middlesbrough in de Premier League uitkwam. Gedurende zijn periode in Engeland scoorde Carbone in totaal 41 competitiedoelpunten. Daarnaast speelde hij een half jaar op huurbasis voor eersteklasser Derby County, dat hem huurde van Bradford City.
Het meest bekend is Carbone waarschijnlijk als aanvaller van vooral Sheffield Wednesday en Aston Villa in de Premier League. In 2000 bereikte Carbone met Aston Villa de finale van de FA Cup tegen Chelsea. In de 79ste minuut werd hij gewisseld, Julian Joachim mocht hem aflossen. Villa verloor met 1-0 na een doelpunt van Roberto Di Matteo. Een grote kans voor Carbone werd, voordat de goal van Di Matteo op het scorebord stond, op de doellijn gekeerd door Chelsea-verdediger Frank Lebœuf, waardoor de spits een mogelijke kans op enige roem in rook zag opgaan.
Hoewel hij met Aston Villa de bekerfinale bereikte, speelde Carbone langer als aanvaller voor Sheffield Wednesday – 3 seizoenen, 25 treffers – en Bradford City – 2 seizoenen, waarvan één uitgeleend aan Derby County en Middlesbrough. Na afloop van het seizoen 2000/2001 zakte hij met Bradford uit de Premier League. Carbone scoorde tien keer uit 42 competitiewedstrijden voor Bradford. Voordat de aanvaller neerstreek in Engeland, was hij medio jaren 90 eigendom van SSC Napoli en Inter Milan.
Carbone liet echter geen onuitwisbare indruk na, waardoor hij achteraf koos voor een zeer vruchtbaar Engels avontuur. Het jeugdproduct van Torino keerde na een zesjarige passage door Engeland terug naar de heimat, Italië, waar hij voor Como, Parma, Catanzaro en Vicenza ging spelen. Tussendoor verhuisde hij nog naar Sydney, op huurbasis van Vicenza. Na drie jaar in het shirt van laagvlieger Pavia te hebben gespeeld, beëindigde Carbone zijn 22-jarige profcarrière in 2010, op 39-jarige leeftijd.

## Erelijst
| Competitie |        |         |
| Competitie | Aantal | Jaren   |
| Torino     | Torino | Torino  |
| ---------- | ------ | ------- |
| Serie B    | 1×     | 1989/90 |

## Trainerscarrière
Na zijn actieve carrière werd Carbone trainer van AC Pavia, oorspronkelijk als jeugdtrainer. Voorts was hij trainer van Varese in 2011, waar hij werd ontslagen.
Vanaf mei 2014 deed Leeds United een aantal maanden een beroep op hem als consultant (sportief adviseur).